# صندل قرمز
صندل قرمز (نام علمی: Adenanthera pavonina) نام یک گونه از زیرخانواده کهوریان است.